# Michel Bilamo
Michel Bilamo (...) è un ex calciatore camerunese, di ruolo difensore.

## Carriera

### Club
Ha giocato nella prima divisione camerunese, che ha anche vinto nel 1984.

### Nazionale
Ha giocato due partite (il 30 luglio contro la Jugoslavia ed il 3 agosto contro il Canada) nei Giochi Olimpici di Los Angeles 1984. Tra il 1984 ed il 1985 ha anche giocato due partite per le qualificazioni ai Mondiali di Messico 1986.

## Palmarès

### Club

#### Competizioni nazionali
- Campionato camerunese: 1

Tonnerre Yaoundé: 1984